# 57 mm armata przeciwpancerna wz. 1943 (ZiS-2)
57 mm armata przeciwpancerna wz. 1943 (ZiS-2) (ros. 57-мм противотанковая пушка образца 1943 года, ЗИС-2) – radziecka holowana armata przeciwpancerna wprowadzona do uzbrojenia w 1943 roku.
Działo ZiS-2 zostało skonstruowane przez grupę konstruktorów kierowanych przez Wasilija Grabina. Według założeń nowa armata miała być w stanie zwalczać czołgi lepiej opancerzone niż najcięższy czołg Armii Czerwonej – KW-1 (pancerz czołowy 75–95 mm). Podczas przeprowadzonych w 1941 roku prób prototypów armaty uzyskano przebicie 106 mm pancerza pionowego z odległości 500 m (96 mm z odległości 1000 m). Seryjna armata otrzymała oznaczenie fabryczne ZiS-2. Dokumentacja techniczna armaty była gotowa w maju 1941 roku. Skonstruowano także wersję ZiSa-2 przeznaczoną do montażu na podwoziu ciągnika artyleryjskiego T-20 Komsomolec. Nosiła ona oznaczenie ZiS-29, a kompletne działo samobieżne ZiS-30. Opracowano także czołgową wersję ZiS-4 wyprodukowaną w krótkiej wersji i montowana w czołgach T-34/57 (odmiana czołgu T-34/76).
Do końca 1941 roku wyprodukowano 371 armat ZiS-2. Później produkcję wstrzymano dając pierwszeństwo produkcji 45 mm armaty ppanc wz. 1942, która była wystarczająco skuteczna, a była zasilana tą samą amunicją co starsza armata ppanc wz. 1937. Linie produkcyjną armat ZiS-2 przystosowano do produkcji zbliżonych konstrukcyjnie armat polowych ZiS-3.
W 1943 na froncie wschodnim pojawiły się czołgi PzKpfw V Panther i PzKpfw VI Tiger, których pancerze czołowe nie mogły być przebite przez pociski armat wz. 1942. Zdecydowano więc o wznowieniu produkcji armat ZiS-2 i oficjalnym przyjęciu ich do uzbrojenia. W latach 1943–1945 wyprodukowano 9645 dział ZiS-2. Działa ZiS-2 były uzbrojeniem pododdziałów przeciwpancernych jednostek piechoty i samodzielnych pułków artylerii przeciwpancernej. Trafiły także do uzbrojenia 4 Brygady Artylerii Przeciwpancernej (podporządkowanej 1 AWP), oraz 9 Drezdeńskiej i 14 Sudeckiej Brygady Artylerii Przeciwpancernej (2 AWP).
Po II wojnie światowej armata ZiS-2 szybko straciła możliwość skutecznego zwalczania czołgów. W latach 50. została zastąpiona przez działa przeciwpancerne kalibru 85 mm (D-44) i 100 mm (BS-3).
Armata przeciwpancerna ZIS-2 wyposażona była w łoże dolne dwuogonowe (ogony z rur stalowych), kołowe, w stalową tarczę ochronną i gwintowaną lufę kalibru 57 mm. Zamek klinowy, półautomatyczny. Trakcja konna lub motorowa (najczęściej stosowany był samochód GAZ-AA).
| Produkcja dział ZiS-2 |      |      |      |      |      |       |
| Rok                   | 1941 | 1942 | 1943 | 1944 | 1945 | Razem |
| Wyprodukowano, szt.   | 371  | 0    | 1850 | 2525 | 5265 | 10011 |